# Stijn Baeten
Stijn Baeten (3 juni 1994) is een Belgische voormalige  atleet, die gespecialiseerd was in de middellange afstand. Hij veroverde één Belgische titel.

## Biografie
Baeten nam in 2013 op de 800 m deel aan de Europese kampioenschappen U20 in Rieti. Hij werd uitgeschakeld in de reeksen. In 2019 nam hij op de 1500 m deel aan de Universiade in Napels. Hij greep met een vierde plaats net naast de medailles. In 2020 werd hij indoor op deze afstand voor het eerst Belgisch kampioen.
In augustus 2023 liep Baeten zijn laatste wedstrijd.
Baeten is aangesloten bij Daring Club Leuven Atletiek. Hij trainde bij Rik Didden. Sinds 2019 is hij lid van het Runners' lab Athletics Team, het trainingsteam van trainer Tim Moriau. Eind 2021 ruilde hij het team van Tim Moriau in voor Hendrik Plevoets.

## Belgische kampioenschappen
Indoor
| Onderdeel | Jaar |
| --------- | ---- |
| 1500 m    | 2020 |

## Persoonlijke records
Outdoor
| Onderdeel | Prestatie | Datum        | Plaats  |
| --------- | --------- | ------------ | ------- |
| 800 m     | 1.47,12   | 16 juli 2016 | Heusden |
| 1500 m    | 3.36,52   | 2 juli 2022  | Heusden |

Indoor
| Onderdeel | Prestatie | Datum            | Plaats |
| --------- | --------- | ---------------- | ------ |
| 800 m     | 1.53,17   | 10 februari 2013 | Gent   |
| 1500 m    | 3.39,88   | 30 januari 2021  | Liévin |

## Palmares

### 800 m
- 2013: 7e in reeks EK U20 in Rieti – 1.53,72
- 2014:  BK AC – 1.49,78
- 2017:  BK AC – 1.49,75

### 1500 m
- 2019: 4e Universiade in Turijn – 3.54;26
- 2020:  BK AC – 3.43,46
- 2021: 12 EK indoor in Toruń – 3.46,31
- 2022:  BK AC – 3.41,44

### veldlopen
- 2021:  EK Mixed relay